# Poule au blanc
 (janvier 2024).
Si vous disposez d'ouvrages ou d'articles de référence ou si vous connaissez des sites web de qualité traitant du thème abordé ici, merci de compléter l'article en donnant les références utiles à sa vérifiabilité et en les liant à la section « Notes et références ».
La poule au blanc est une vieille spécialité culinaire de Normandie.
Il s’agit d’une poule, mise à cuire à feu très doux, avec des carottes, des navets, des poireaux, des oignons cloutés et un bouquet garni, dans une sauce blanche mouillée de cidre et d’eau. La sauce d’accompagnement est ensuite élaborée à l’aide d’œufs et de crème fraîche mouillés de jus de cuisson.
Le De re coquinaria, d’Apicius, au IVe siècle, est le premier manuscrit culinaire à transmettre sa recette.